# Car2Car Communication
Dieser Artikel wurde auf der  Qualitätssicherungsseite des Portals Auto und Motorrad eingetragen. 
Bitte hilf mit, ihn zu verbessern, und beteilige dich an der Diskussion. (+)

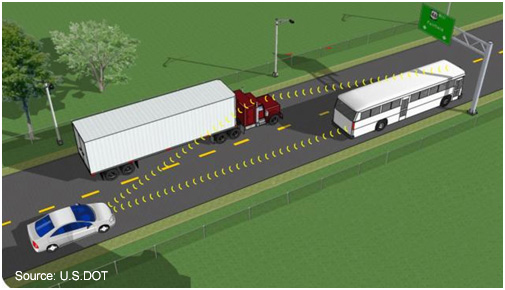
US-Grafik zur V2V communication

Mit Car-to-Car Communication  (Car2Car oder C2C) – im englischen Sprachraum unter Vehicle-to-Vehicle (V2V) geläufig – bezeichnet man den Austausch von Informationen und Daten zwischen Kraftfahrzeugen mit dem Hintergrund, dem Fahrer frühzeitig kritische und gefährliche Situationen zu melden. Zu Car2Car gibt es verschiedene Projekte in Europa, die letztlich alle die Erhöhung der Sicherheit im Verkehr sowie die Optimierung des Verkehrsflusses anstreben. Car2Car ist ein Spezialfall von Car2x, der Kommunikation von Fahrzeugen mit ihrer Umgebung (neben anderen Verkehrsteilnehmern insbesondere der Infrastruktur).
Das häufig genannte Beispiel: Ein Auto kommt auf einer unübersichtlichen Landstraße vor einem Hindernis gerade noch zu stehen. Sekunden später wird ein nachfolgendes sich näherndes Fahrzeug automatisch per Summton und mit einem Pannensymbol, eingeblendet in die Windschutzscheibe, vor der Situation gewarnt. Der Fahrer kann rechtzeitig die Geschwindigkeit verringern, weil das vorausfahrende Fahrzeug eine Warnung gesendet hat. So können Unfälle vermieden werden.

## Geschichte
Bereits in den 1930er Jahren gab es Überlegungen, über UKW (1 Watt Sendeleistung, Reichweite ca. 50 m) eine Kommunikation zwischen Kraftfahrzeugen aufzubauen. Man dachte z. B. daran, vor dem Überholen eines LKWs diesem ein Signal zu senden, das die Hupe des LKW betätigen sollte. Hierdurch sollte der LKW-Fahrer über die Überholabsicht informiert werden. Der LKW-Fahrer sollte wiederum durch eine entsprechende Antwort dem Hinterherfahrendem signalisieren, ob ein Überholen möglich ist.

## Technik
Die betreffenden Fahrzeuge sollen Daten, wie Ansprechen des ABS, Lenkwinkel, Position, Richtung und Geschwindigkeit, sammeln, auswerten und über Funk (WLAN, DSRC, LTE, 5G) an die anderen Verkehrsteilnehmer weitergeben. Dabei soll die „Sichtweite“ des Fahrers mit elektronischen Mitteln verlängert werden. Das System könnte beispielsweise im Umkreis von 300 Metern Notbremsungen, Eis und Aquaplaning melden, beim Spurwechsel und Einfädeln helfen, vor Einsatzfahrzeugen mit Blaulicht warnen und Unfälle und Baustellen anzeigen.
Das Rhein-Main-Gebiet in Hessen wurde im Jahr 2007 zum Testgebiet für das Pilotprojekt „Sichere Intelligente Mobilität – Testfeld Deutschland SIM-TD“ bestimmt. Das Projekt wurde über den VDA durch die deutsche Automobilindustrie initiiert. Neben der Kommunikation von Autos untereinander soll auch der Datenaustausch mit der Verkehrsinfrastruktur wie z. B. Lichtzeichenanlagen und Verkehrsleitzentralen erprobt werden. Dies wird als Car-to-Infrastructure (C2I) bzw. im englischen Sprachraum als Vehicle-to-Roadside (V2R) bezeichnet. Langfristig gibt es das Ziel, europäische bzw. globale Standards für die Car-to-X-Technologie zu erarbeiten.
Ein weiteres Forschungsprojekt im Bereich Car2Car ist die Forschungsinitiative Ko-FAS. Hier erforschen 17 Partner Technologien, Komponenten und Systeme, die den Verkehrsteilnehmern ein umfassendes Bild der Verkehrsumgebung bereitstellen. Auf deren Basis ist es möglich, kritische Verkehrssituationen frühzeitig zu erkennen, sodass mit vorbeugenden Maßnahmen Unfallsituationen vermieden oder Unfallfolgen wesentlich vermindert werden können. Die genannten Technologien basieren auf dem Zusammenwirken von Sensoren der verschiedenen Verkehrspartner (kooperative Fahrzeugsicherheit) und verwenden neueste Verfahren der Kommunikationstechnologie zum Austausch dieser Informationen.
Im Bereich I2V (Infrastructure to Vehicle) forscht aktuell die Forschungsinitiative Metastreet. Die Forschungsgruppe entwickelt smarte IoT-Lösungen, die alle relevanten Umgebungsdaten und Informationen der Straßeninfrastruktur sammeln und in Echtzeit den Verkehrsteilnehmern zur Verfügung stellen sowie die Digitalisierung der Straßeninfrastruktur durch SmartTagging. 
Entlang einer Testrecke in Schlat wurden Leitpfosten mit intelligenten Sensoren installiert, die alle relevanten Umgebungsdaten und Informationen der Straßeninfrastruktur sammeln. Dadurch können Gefahren wie: Glatteis, Wildwechsel oder Hindernisse, aber auch das Verkehrsaufkommen frühzeitig erkannt und gemeldet werden.

## Herausforderungen bezüglich der Markteinführung
Die Hauptherausforderung bei der Markteinführung dieser Techniken ist das hier auf Netzeffekten beruhende Henne-Ei-Problem: Eine potentielle Ausrüstung eines Fahrzeuges mit einer (etwa WLAN-basierenden) Car2Car-Technik (u. a. für Antennen, WLAN-Modul, Steuergerät, Anzeigen für den Fahrer) ist durchaus nicht billig. Die ersten Kunden dieser Technik werden aber keine, beziehungsweise kaum andere Fahrzeuge antreffen, die im Ernstfall mit ihnen kommunizieren können, sodass sich diese Investition für die ersten Kunden gegebenenfalls nie auszahlen wird. Studien im Bereich der Car2Car-Gremien und -Fahrzeughersteller (VDA-Kongress) haben ergeben, dass oft mindestens 10–15 Prozent aller Fahrzeuge im Verkehr mit der Car2Car-Technik ausgerüstet sein müssen, damit das System überhaupt sinnvoll eingesetzt werden kann. Eine Alternative für die übliche Car2Car-Technik, die selber noch in der Entwicklung im Bereich der Forschung ist, könnte das SOTIS-Verfahren sein. Letztlich stehen aber die Kosten des Systems in einem gegebenenfalls kritisch zu bewertendem Verhältnis zum potentiellen Nutzen, wenn nur die unfallpräventiven Anwendungen allein betrachtet werden.

## Mehrfachnutzen der Car2Car-Technik
Auch die Maut-Industrie ist an der Car2Car-Kommunikation auf IEEE 802.11-Basis interessiert. Man geht davon aus, dass es möglich sein wird, das System auch für die Übertragung von Mautdaten bzw. zur Fahrzeugerfassung an Mautstellen zu nutzen. Maut-Boxen werden überflüssig, wenn man die für Car2Car-Anwendungen nötige Infrastruktur (u. a. für Antennen, WLAN-Modul, Steuergerät, Anzeigen für den Fahrer) mitbenutzen kann. Zusammen mit der ggf. durch eCall eingeführten GSM-basierten Infrastruktur im Fahrzeug würden viele neue Anwendungen im Bereich der Mauterfassung und Abrechnung möglich.
Auch ist es denkbar, dass die Car2Car-spezifische WLAN-Sendeeinrichtung im Kfz nicht nur den 802.11p Standard, sondern auch 802.11 in den Varianten a, b und g unterstützt. Damit könnten dann Mobilgeräte (Mobiltelefon, PDA, Notebook etc.) auf das Infotainmentsystem eines Kfz zugreifen oder eingebunden werden, wie z. B. als UPnP Streaming-Server, was auch den Szenarien der DLNA entsprechen würde.

## Kritik an den unfallpräventiven Anwendungen
Die fehlende Unterscheidung zwischen netzgebundenem Kommunizieren (Fokus des Verkehrsministeriums und der Forschungsförderung der Europäischen Union, siehe dort) und unvernetztem Kommunizieren (robuster Ansatz DSRC) erschwert das Bewerten von Kosten, Nutzen und Risiken. Das Interesse von Netzbetreibern ist nicht identisch mit dem Interesse der Fahrzeugführer. Jede Netzunterstützung ist zuerst eine Belastung der technischen Implementierung und bringt im lokalen Betrieb keinerlei Gewinn. Für einen robusten Betrieb ist eine autonome Lösung mit ausschließlichem Kommunizieren zwischen zwei oder mehr Fahrzeugen und einer soliden Ortsbestimmung durch GPS vorteilhaft. Das erfordert allerdings einen intelligenten Ansatz, um relevante und irrelevante Information hinreichend flink zu trennen und die unzureichende Präzision der Satellitenortung bei hoher Geschwindigkeit zu kompensieren. Außerdem gibt es dazu keine vorrangige Teilhabe von Netzbetreibern.
Der wichtigste Kritikpunkt mit Blick auf unfallpräventive Car2Car-Applikationen ist, dass durch die neuen Techniken Irritationen entstehen können, denn wenn ein Fahrer keine Warnmeldung erhält, bedeutet das nicht, dass es auf der vor ihm liegenden Fahrtstrecke keine Gefahren gibt. Selbst wenn die Car2Car-Technik ab einem Stichtag auf gesetzlicher Basis verpflichtend eingeführt würde, würden auch nach über zehn Jahren weniger als 70 % aller Kfz in Deutschland über diese Technik verfügen. Auch wenn der unwahrscheinliche Fall eintreten würde, dass alle Kfz mit dieser Technik ausgestattet sind, auch Oldtimer, dann wären damit noch nicht alle Probleme gelöst, denn dann würden Radfahrer, e-scooter-Fahrer und Fußgänger ggf. zu den neuen Gefährdeten gehören. Dies, da Führer von Kfz fälschlicherweise davon ausgehen könnten, dass es auf Strecken, für die keine Warnung vorliegt, keine Gefahren gibt, während kreuzende Fußgänger oder gestürzte Radfahrer oder gestürzte e-scooter-Fahrer aber nicht mit in das System einbezogen wurden. Ähnliche Gründe werden auch gegen das Tagfahrlicht angeführt – die Wahrnehmung der Kfz untereinander wird vergrößert, aber unbeleuchtete Fußgänger und Radfahrer werden leichter übersehen.

## Datenschutz und Sicherheit
Um ein mutwilliges Verfälschen oder Manipulieren der ausgesendeten Warnmeldungen zu verhindern, müssten die gesendeten Meldungen eine elektronische Signatur haben und empfangene Meldungen müssten auf eine gültige Signatur geprüft werden. Dabei sollte aber die Anonymität der Kfz-Benutzer gewahrt bleiben. Wie der Missbrauch von Car2Car-Sendeeinheiten aus älteren Kfz verhindert werden soll, ohne dass jedes Kfz über ein eigenes Digitales Zertifikat verfügt, das im Zweifelsfall auch widerrufen werden kann, ist noch nicht geklärt. Eine Lösung ähnlich der Geldkarte wäre möglich, würde aber bedeuten, dass Behörden letztlich immer noch die Identität der sendenden Kfz feststellen können.
In den aktuellen Verfahren, die im Projekt Network On Wheels genutzt werden, sendet jedes Fahrzeug eine zyklische Botschaft im Abstand weniger Sekunden aus, die eine Fahrzeug-ID und Angaben zu Geschwindigkeit, Richtung und Position enthält. Auf Basis dieser Informationen könnten Fahrprofile aber auch elektronische Strafzettel bei Geschwindigkeitsüberschreitungen oder Überqueren einer roten Ampel erstellt werden. Dergleichen wird möglich, wenn es in Ampelanlagen oder in (Polizei-)Fahrzeugen Empfangseinrichtungen gibt, die Car2Car-Daten auffangen können. Das Aussenden dieser zyklischen Botschaften, auch „Beacons“ genannt, wird deshalb kritisch betrachtet. In diesem Zusammenhang ist auch eine fahrzeugbezogene Signatur der ausgesendeten Botschaften kritisch zu bewerten. Um diesen Problemen zu begegnen, kommen bei vielen Forschungsmodellen Pseudonym-Wechsel-Verfahren zum Einsatz.
Da ein Car2Car-fähiges Kfz öffentlich ausgesendete Nachrichtenpakete ggf. unbekannter Herkunft empfängt und verarbeitet, ist das Kfz oder ein designiertes Steuergerät auch gegen manipulierte Nachrichtenpakete und darauf basierende Angriffe verschiedener Art zu schützen.